# HD 122563
HD 122563，又名BD+10 2617，SAO 120251、HR 5270，是一颗恒星，视星等为6.2，位于銀經350.17，銀緯65.8，其B1900.0坐标为赤經13h 57m 37.4s，赤緯+10° 65.8′ 13″。